# L'oracolo di Delfi (film)
L'Oracle de Delphes, distribuito in Italia con il titolo L'oracolo di Delfi, è un cortometraggio muto francese diretto da Georges Méliès e prodotto dalla Star-Film, casa di produzione di proprietà dello stesso Méliès, nel cui catalogo compare con il numero 476. Il film rientra nella categoria dei film a trucchi realizzati dal regista francese.

## Trama
Nell'antico Egitto, un ricco egiziano, forse un sacerdote, deposita uno scrigno riccamente ornato all'interno di un tempio, quindi se ne va chiudendosi la porta alle spalle. Dopo l'uscita di scena dell'uomo, un ladro, precedentemente acquattato vicino al tempio, ne forza la porta e vi entra per rubare lo scrigno ma, appena uscito dall'edificio, viene scoperto da una misteriosa figura barbuta misteriosamente apparsa sulla soglia tempio. L'uomo barbuto ordina quindi al ladro di riconsegnarli lo scrigno e, dopo aver riposto l'oggetto all'interno del tempio, dà vita alle due sfingi di pietra poste a fianco della porta, tramutandole in donne in carne e ossa. Le due donne si dirigono subito verso il ladro trasformandone la testa in una testa di asino e quindi tornano al loro posto, dove si trasformano nuovamente in statue. Il film si chiude quindi con l'uomo barbuto che scompare magicamente e con il ladro dalla testa di asino che scappa disperandosi uscendo dall'inquadratura.

## Versioni
I film di Méliès antecedenti al 1903, in particolar modo il popolare Viaggio nella luna, erano stati spesso copiati senza permesso da produttori statunitensi come Siegmund Lubin. Così, allo scopo di mettere fine a tale forma di pirateria, Méliès aprì una sede della sua Star-Film negli Stati Uniti d'America e iniziò a produrre due diversi negativi per ogni film che girava: uno per il mercato interno e uno per la distribuzione negli altri paesi. Così, per realizzare due negativi separati, Méliès costruì una speciale cinepresa che usava due lenti e due bobine di pellicola contemporaneamente.
Negli anni 2000, alcuni ricercatori della casa di produzione cinematografica francese Lobster Films notarono che il sistema a due lenti adottato da Méliès era in tutto e per tutto una fotocamera stereoscopica pienamente funzionante, il che rese quindi possibile la realizzazione di versioni tridimensionali dei film del regista francese semplicemente combinando i negativi della versione destinata al mercato interno con quelli della versione destinata all'esportazione.
Serge Bromberg, fondatore della Lobster Films, ha presentato la versione 3D de L'oracolo di Delfi e di un altro film del 1903 di Méliès, Il calderone infernale, nel corso di un evento tenuto nel gennaio 2010 alla Cinémathèque française. Stando a quando affermato dal critico cinematografico Kristin Thompson, "l'effetto 3D era meraviglioso … i film così come sincronizzati dalla Lobster fanno sembrare che Méliès li avesse esattamente realizzati per il 3D." Bromberg ha poi mostrato i due film assieme a un altro film di Méliès, L'Alchimiste Parafaragaramus ou la cornue infernale del 1906, anch'esso realizzato in 3D, nel corso di un evento svoltosi nel settembre 2011 presso l'Academy of Motion Picture Arts and Sciences.